# Niederenergetische Ionenstreuspektroskopie
Die niederenergetische Ionenstreuspektroskopie (auch „Streuspektroskopie niederenergetischer Ionen“, engl. Low Energy Ion Scattering, LEIS) ist ein oberflächenanalytisches Verfahren zur elementaren Analyse von Festkörpern. Es gehört zu der Gruppe der Ionenstreuspektroskopie (engl. Ion Scattering Spectroscopy, ISS). Häufig findet man auch die synonyme Nutzung der Begriffe ISS und LEIS in Abgrenzung zur Rutherford-Rückstreu-Spektrometrie (engl. Rutherford Backscattering Spectrometry, RBS).

## Beschreibung
Die Analyse erfolgt durch den Beschuss einer sich im Vakuum befindlichen Oberfläche mit Edelgas- oder Alkaliionen. Die Ionen (meist Helium) haben dabei Energien von 1 bis 10 keV und werden an den Atomen in der äußersten Monolage gestreut. Durch den Nachweis der Ionen unter einem bestimmten Winkel zur Beschussrichtung und die Messung der Energie der gestreuten Ionen lässt sich auf die Masse des Atoms schließen, an dem die Streuung stattgefunden hat. Aus der Winkelabhängigkeit der rückgestreuten Intensität lässt sich weiterhin auf die geometrische Struktur der Oberfläche (im Fall von Einkristallen) schließen.